# Anatolska planota
Anatolska planota (turško Anadolu Platosu) je planota na Anatolskem polotoku oz. Mali Aziji, ki zavzema večino površine Turčije. Nadmorska višina planote znaša od 600 do 1200 metrov. Najvišja točka je gora Erciyes blizu Kayserija in meri 3917 m. Ankara, glavno mesto Turčije, se nahaja na severozahodnem delu te planote.

## Značilnosti
Osrednja Anatolija v Turčiji zavzema območje med Egejsko obalno nižino in obema pasovoma nagubanih gora ter pri tem sega proti vzhodu do točke združitve obeh gorskih verig. Planotasto, polsušno visokogorje Anatolije velja za središče države. Regija je visoka od 700 do 2000 mnm, višina pa variira od zahoda proti vzhodu. Dve največji kotlini na planoti sta Konya Ovası in kotlina, ki jo zavzema veliko slano jezero, Tuz Gölü. Za obe kotlini je značilno notranje odvodnjavanje. Gozdnate površine so omejene na severozahod in severovzhod planote. Poljedelstvo s pomočjo deževnice je zelo razširjeno, pri čemer je glavni produkt pšenica. Namakalno poljedelstvo je omejeno na rečna območja in območja z dovolj podzemne vode. Pomembni namakalni pridelki so ječmen, koruza, bombaž, sadje, grozdje, mak za izdelavo opija, sladkorna pesa, vrtnice in tobak. Po vsej planoti je prisotna tudi ekstenzivna paša.
Osrednja Anatolija prejme malo letnih padavin. Polsušno središče planote prejme povprečno letno le 300 milimetrov padavin. Dejanska količina padavin pa je iz leta v leto neenakomerna in je lahko občasno manjša od 200 milimetrov, kar vodi do resnega zmanjšanja pridelka v kmetijstvu. V sušnih letih se lahko pojavijo tudi velike izgube živine. Prekomerna paša je prispevala k eroziji tal na planoti. Poleti pogoste prašne nevihte raznesejo fin rumen prah. Na vzhodnem območju aprila in maja občasno pustošijo kobilice. Na splošno se na planoti pojavljajo ekstremne temperature in vreme s sušnimi in vročimi poletji ter hladnimi in sneženimi zimami.